# Guillermo de Mauny
Guillermo de Mauny (Walter Manny, o Mauny), I barón de Manny, KG (Henao, h. 1310 - 8 o 15 de enero de 1372) soldado de fortuna y fundador de la Charterhouse de Londres, procedía de Masny, en Henao, de cuyos condes pretendía descender. Fue patrón y amigo de Jean Froissart, en cuyas crónicas sus hazañas son omnipresentes, y probablemente exageradas.

## Antepasados y primeros años
Nacido alrededor del año 1310, Guillermo de Mauny fue el cuarto de cinco hijos de Juan le Borgne y Juana de Jenlain. Su padre que era señor de Masny (situado alrededor a poco menos de veinte kilómetros al oeste de Valenciennes), murió en 1324 en La Reole cerca de Burdeos. En 1346 Guillermo recuperó el cuerpo de su padre, y lo envió a Valenciennes para ser enterrada en la iglesia de los Cordeliers. El epitafio de Juan le Borgne se refiere a su hijo Guillermo como uno 'qui fut merveilles en armes aux gueres des Anglois'.
De Mauny entró al servicio del conde Guillermo I de Henao, y servía al hermano del conde, Juan de Beaumont; se ha elaborado la hipótesis de que Mauny y sus cuatro hermanos todos ellos probablemente crecieron en la casa de Beaumont. Tanto Guillermo como Juan fueron hermanos de Alicia de Henao, por cuya alma De Mauny requirió oraciones en su testamento.
En diciembre de 1327, De Mauny se trasladó a Inglaterra como paje en la casa de Felipa, novia de Eduardo III. Era hija del conde Guillermo. Froissart lo describe como caballero trinchante, y cuidador de los galgos de la reina.

## Carrera militar
Fue nombrado caballero en 1331. Participó en todas las campañas de Eduardo III, de las que fue un destacado capitán. De Mauny tuvo un papel distinguido en las guerras escocesas de Eduardo III, y estuvo presente en la batalla de Dupplin Moor y el asedio de Berwick. Capturó al pirata John Crabbe, cuya experiencia a la hora de luchar en el mar sería de gran valor para el rey.
En 1337 De Mauny fue colocado al mando de una flota inglesas y al año siguiente acompañó al rey Eduardo al continente, donde en las campañas de los siguientes años demostró ser uno de los comandantes del rey más atrevidos y capaces. Luchó en la batalla de Sluys.
De Mauny figura destacadamente en la defensa de Brest durante la guerra de Sucesión Bretona. Cuando Hennebont fue asediada durante esa guerra, los consejeros intentaron persuadir a los Montfort, liderados por Juana de Flandes, para que se rindieran a Carlos de Blois, sobrino de Felipe VI de Francia. Cuando ella miró por una ventana, vio a los barcos comandadas por De Mauny navegando hacia ellos. Con la ayuda de De Mauny y su pequeña fuerza, ella consiguió resistir el asedio.
En 1346, después de la guerra de Sucesión Bretona, De Mauny fue capturado a pesar de habérsele ofrecido un salvoconducto, y enviado a prisión en Saint-Jean-d'Angély. Rápidamente se escapó de prisión y se unió al sitio de Calais, donde negoció con el gobernador, después de que Felipe VI abandonase la ciudad. Solicitó el perdón para los burgueses de Calais, pero Eduardo sólo le concedió lo pedido cuando la reina Felipa sumó sus ruegos a los de De Mauny. De Mauny también intervino en la expedición en la defensa de la ciudad de nuevo en 1348, durante el fracasado sitio francés a Calais. Según Froissart, el rey Eduardo III y su hijo lucharon de incógnito bajo el estandarte de De Mauny.
En 1347, compró la parroquia de Tunstall, en Kent.
De Mauny también participó en las campañas del conde de Derby en la Guyena, estando presente en las batallas de Bergerac y Auberoche. Fue llamado al parlamento como barón por mandato del 12 de noviembre de 1347 al 8 de enero de 1371. En 1359 fue nombrado caballero de la Jarretera, sucediendo a Juan, Lord Grey (m. 1 de septiembre de 1359), y varias veces recibió amplias concesiones de tierra tanto en Inglaterra como en Francia. Fue frecuentemente empleado por el rey Eduardo en tareas diplomáticas así como en mandos militares. Fue uno de los encargados con la custodia del rey francés Juan II cuando era prisionero en Calais en 1360; en 1369 fue el segundo al mando bajo Juan de Gante en su invasión de Francia.

## Filantropía
Se recuerda a De Manny por su participación en la fundación de la Charterhouse de Londres. En 1349 compró varios acres de tierra cerca de Smithfield (Londres), que fueron consagradas como un lugar de enterramiento donde gran número de víctimas de la peste negra fueron enterrados; y aquí construyó una capilla, de donde el lugar tuvo el nombre de "Newchurchhaw." Michael Northburgh, obispo de Londres, compró la capilla y el terreno a De Mauny. El obispo murió en 1361 y por su testamento lega una gran suma de dinero para fundar allí un convento de cartujos. No queda claro si esta dirección se llegó a cumplir alguna vez; pues en 1371 De Mauny obtuvo patente del rey Eduardo III permitiéndole fundar, aparentemente en el mismo lugar, un monasterio cartujo llamado "La Salutation Mere Dieu", donde los monjes tenían que rezar por el alma de Northburgh así como por el alma del propio De Mauny. El legado del obispo pudo haber contribuido a la edificación y dotación de la casa; o posiblemente, como parece implicar cierta bula papal otorgada por Urbano VI, en 1378, había originariamente dos establecimientos semejantes que debían su fundación a Northburgh y De Mauny respectivamente. En todo caso De Mauny, que murió en 1372, dejó instrucciones en su testamento, datado el día de San Andrés (30 de noviembre) de 1371, que tendría que ser enterrado en la iglesia del monasterio cartujo fundado por él mismo. Durante investigaciones arqueológicas en Charterhouse en 1947, W. F. Grimes descubrió un esqueleto en un féretro de plomo detrás del altar mayor de la capilla monástica. Fue identificaado sin dudas razonables como el de De Mauny por la presencia en el ataúd de una bulla (sello) de plomo del papa Clemente VI: en 1351 Clemente había otorgado a De Mauny una licencia para seleccionar su propio confesor para el lecho de muerte, un documento que pudo haber sido emitido con justo esa bulla unida..

## Familia
A comienzos de 1354, De Mauny se casó con Margarita, hija y heredera de Tomás de Brotherton, un hijo menor del rey Eduardo I, cuyo primer esposo había sido Juan Segrave, IV barón de Segrave. Esta dama, que sobrevivió a De Mauny por muchos años, fue condesa de Norfolk y condesa Mariscal por derecho propio, y en 1397 fue nombrada duquesa de Norfolk. El único hijo de De Mauny, Thomas Manny, murió joven. Su hija Ana, baronesa Manny por derecho propio, se casó con Juan Hastings, II conde de Pembroke, y a la muerte de su único hijo en 1389 sin hijos, la baronía de Manny se extinguió.